# Astacus squilla
Astacus squilla is een kreeftensoort uit de familie van de Astacidae.